# Livry-Gargan
Livry-Gargan je město v severovýchodní části metropolitní oblasti Paříže ve Francii v departmentu Seine-Saint-Denis a regionu Île-de-France. Od centra Paříže je vzdálené 15,6 km.

## Geografie
Sousední obce: Sevran, Aulnay-sous-Bois, Les Pavillons-sous-Bois, Le Raincy, Clichy-sous-Bois, Coubron a Vaujours.

## Vývoj počtu obyvatel
Počet obyvatel

## Doprava
Livry-Gargan je dosažitelné linkou RER B a autobusy RATP číslo 146, 147, 234 a 347.

## Partnerská města
- Almuñécar, Španělsko
- Cerveteri, Itálie
- Fürstenfeldbruck, Německo
- Haringey, Anglie